# Tom a’ Choinich
Der Tom a’ Choinich ist ein 1.112 m (3.648 ft) hoher, als Munro eingestufter Berg in Schottland. Sein gälischer Name An Tom Còinnich kann mit Moosiger Hügel übersetzt werden. Der Berg liegt etwa 40 Kilometer östlich von Kyle of Lochalsh und gut 17 Kilometer südwestlich von Cannich in der weitläufigen und einsamen Berglandschaft, die sich in der Council Area Highland zwischen dem Glen Affric und Loch Mullardoch erstreckt. 

## Beschreibung
Im Gegensatz zu seinem Namen ist der Tom a’ Choinich ein massiger Berg mit teils ausgesprochen felsigen Flanken und Graten. Er liegt am Ende eines über 4,5 km langen und gewundenen Grats, der vom westlich benachbarten, 1.183 m (3.881 ft) hohen Càrn Eighe ausgeht und mehrere Zwischengipfel aufweist. Südlich des Grats liegt das Gleann nam Fiadh, ein Seitental des Glen Affric. Nach Norden schließt sich nach mehreren Zwischenstufen das Südufer von Loch Mullardoch an. Der Tom a’ Choinich besitzt eine markante dreiseitige Gipfelpyramide, von der vier Grate ausgehen. Der Westgrat führt über zwei Zwischengipfel, den 1.032 m (3.386 ft) hohen Tom a’ Choinich Beag und den 1.051 m (3.448 ft) hohen An Leth-chreag zu einem Bealach auf rund 960 m Höhe. An diesen schließen sich auf dem Grat weitere, dem Càrn Eighe zugeordnete Zwischengipfel an. Nach Südosten führt ein zunächst breiter, dann schmaler werdender Grat, der sich auf etwa 950 m nach Osten wendet. Dieser Teil des hier deutlich schmaleren Grats wird als Creag na h-Inghinn bezeichnet und fällt zu beiden Seiten steil und felsdurchsetzt ab. Der etwas kürzere Nordgrat ist ebenfalls breit und endet in einem kleinen Plateau auf etwa 950 m Höhe. Etwas unterhalb der Gipfelpyramide beginnt der kurze, teils felsige Ostgrat, der bis zum Bealach Toll Easa führt, einem auf etwa 870 m Höhe liegenden Sattel. Diese trennt den Tom a’ Choinich vom östlich benachbarten, 1.054 m (3.458 ft) hohen Toll Creagach.

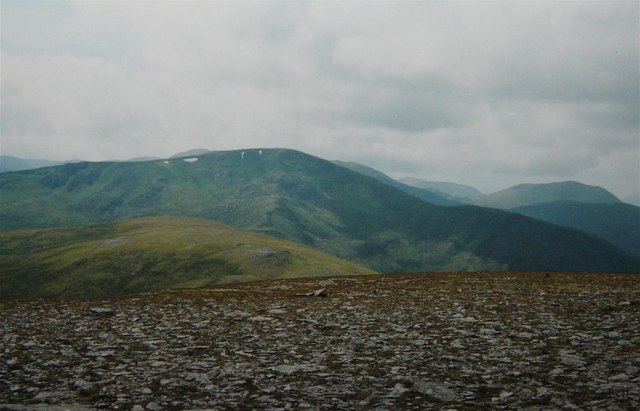
Der Tom a’ Choinich vom östlich gelegenen Toll Creagach aus gesehen
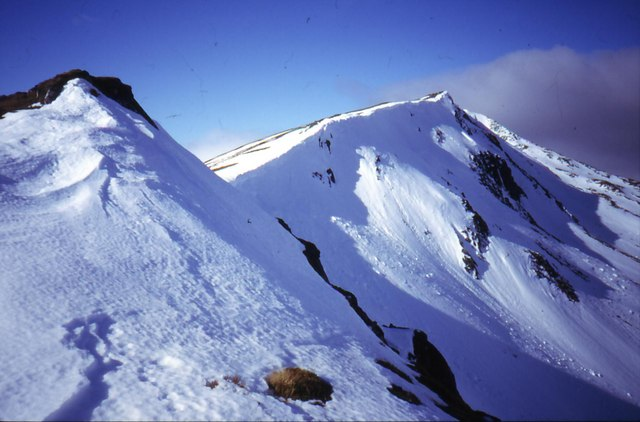
Blick vom Südostgrat zum Gipfel des Tom a’ Choinich
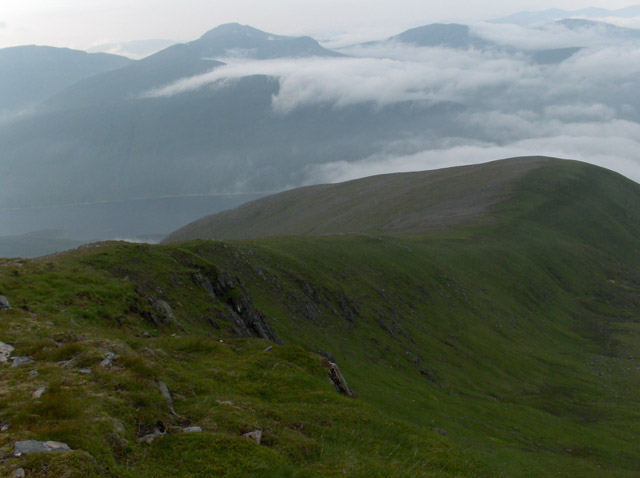
Blick über den Nordgrat des Tom a’ Choinich, im Tal Loch Mullardoch, im Hintergrund der An Riabhachan
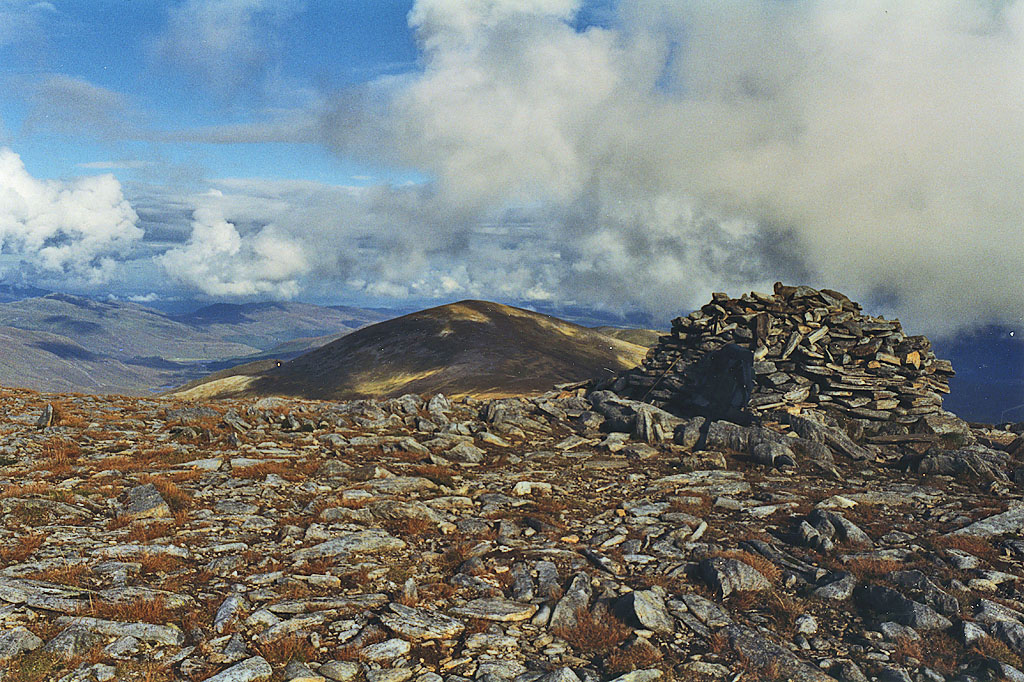
Der Gipfelcairn des Tom a’ Choinich, im Hintergrund der Toll Creagach

## Aufstieg
Eine Besteigung des Tom a’ Choinich wird von vielen Munro-Baggern mit der des Toll Creagach kombiniert, alternativ kann der Berg auch in eine Rundtour über den Càrn Eighe und den Mam Sodhail integriert werden. Ausgangspunkt für eine Besteigung ist ein Parkplatz an der Chisholme Bridge an der Fahrstraße in das Glen Affric am Nordufer von Loch Beinn a’ Mheadhoin. Der kürzeste Zustieg führt von dort durch das Gleann nam Fiadh zum Beginn des Creag na h-Inghinn, über diesen felsigen Grat zum Südostgrat und weiter zum Gipfel. Über den Westgrat bestehen ebenfalls Aufstiegsmöglichkeiten und ein Übergang zum Càrn Eighe. Der Ostgrat ist ebenfalls als Zustieg geeignet und bietet einen Übergang zum Toll Creagach.